# Synaptura megalepidoura
Synaptura megalepidoura es una especie de pez de la familia Soleidae en el orden de los Pleuronectiformes.

## Hábitat
Vive entre los 27 y 37 m de profundidad.

## Distribución geográfica
Se encuentra en las  costas de Filipinas.